# مورينو (لاعب كرة قدم)
مورينو (بالبرتغالية: Moreno Aoas Vidal) هو لاعب كرة قدم برازيلي، ولد في 23 فبراير 1983 في ساو باولو في البرازيل. لعب مع أتلتيكو باراناينسي وأتلتيكو براغانتينو وبوتافوغو ريغاتاس ونادي أودينيزي ونادي ساو بيرناردو ونادي غواراني ونادي فورتاليزا ونادي كورينثيانز ونادي كياسو ونادي يوبين.

## وصلات خارجية
- مورينو على موقع قاعدة بيانات كرة القدم.إي يو (الإنجليزية)
- مورينو على موقع Soccerway.com (الإنجليزية)